# Ainaro (município)

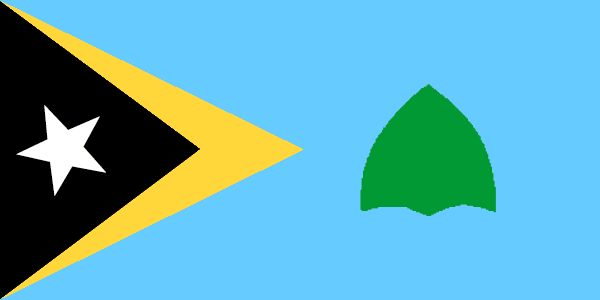
Bandeira da Ainaro

Ainaro é um dos 13 municípios administrativos de Timor-Leste, localizado no sudoeste do país. Possui 59175 habitantes (Censo de 2010) e uma área de 797 km². A sua capital é a cidade de Ainaro.

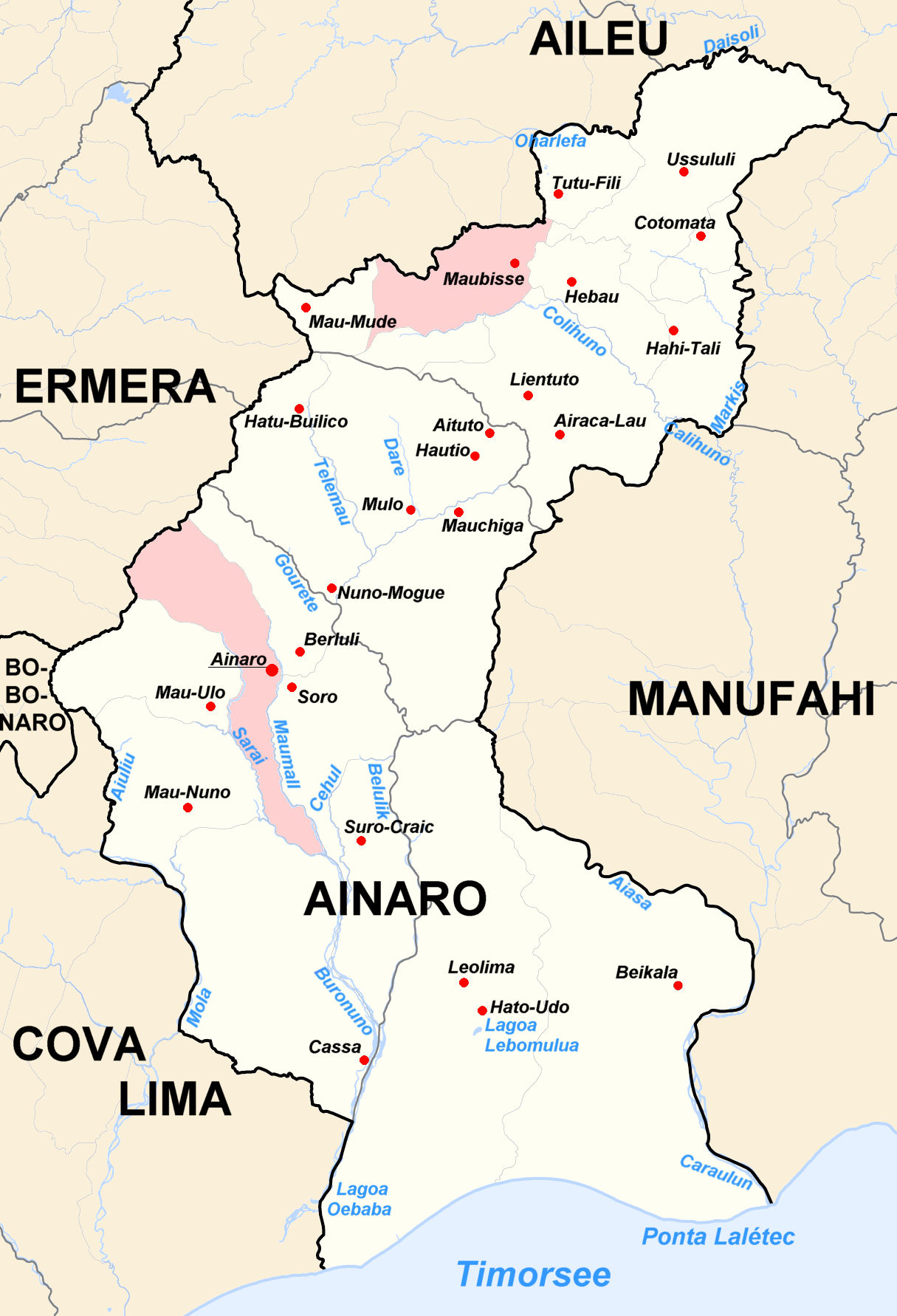
Cidades e ribeiras de Ainaro

O município de Ainaro é idêntico ao concelho do mesmo nome do tempo do Timor Português, com as seguintes excepções: durante a administração indonésia o posto administrativo de Turiscai passou do município de Ainaro para o de Manufahi, em troca com o de Hatudo que passou a pertencer a Ainaro.
O município de Ainaro tem uma grande abundância de cursos de água e de terrenos férteis para a agricultura. Tem uma área litoral, na costa sul do país, mas também zonas montanhosas, incluindo o ponto mais alto de Timor-Leste, o Monte Tatamailau (2.960 m). Historicamente, Ainaro teve um papel importante durante a ocupação indonésia de Timor-Leste, albergando nas suas montanhas os guerrilheiros da Fretilin, entre os quais se encontrava Xanana Gusmão, o actual presidente da república do país.
Para além das línguas oficiais do país, o tétum e o português, no município de Ainaro grande parte da população expressa-se também em mambai.

## Subdistritos
O município de Ainaro inclui actualmente os postos administrativo de:
- Ainaro,
- Hatudo,
- Hatu Builico
- Maubisse.

Os 4 postos administrativos são compostos por 21 sucos e 131 aldeias.